# Pivoine (film, 1929)
Pivoine est un film muet français réalisé par André Sauvage et tourné en 1929.

## Fiche technique
- Réalisation : André Sauvage
- Format : Noir et blanc - Muet
- Film inachevé

## Distribution
- Line Noro
- Michel Simon